# 青山口组
青山口组是位于中国吉林、辽宁、内蒙古的上白垩世地层，1958年由地质部松辽第二石油普查勘探大队命名。该地层以灰、青灰、灰黑、黑色泥岩、页岩、砂质泥岩为主，间夹油页岩。